# Terebellida
Terebellida (лат.) — отряд морских многощетинковых червей.

## Описание
Простомиум без придатков; перистомиум с рядом питающих придатков; глотка с вентральной мускулистой площадкой. Присутствует (редко отсутствует) по крайней мере одна пара бранхий.

## Систематика
Известно около 200 родов и более 2000 видов. На апрель 2025 года в отряд включают около 10 семейств и два подотряда, Cirratuliformia и Terebelliformia. Единого мнения о количестве семейств практически нет. В некоторых работах их насчитывается не более пяти, в то время как другие авторы перечисляют более дюжины. Здесь указан более инклюзивный взгляд на Terebellida, основанный на большом обзоре систематики полихет.
- подотряд Cirratuliformia
  - Acrocirridae Banse, 1969 (иногда в подотряде Spionida)
  - Cirratulidae Carus, 1863 (иногда в подотряде Spionida)
    - =Ctenodrilidae  Kennel, 1882 (как Ctenodrilinae в Cirratulidae)

  - Fauveliopsidae Hartman, 1971 (иногда в подотряде Fauveliopsida)
  - Flabelligeridae de Saint-Joseph, 1894 (иногда в подотряде Flabelligerida)
    - =Chloraemidae Quatrefages, 1849
    - =Flotidae Buzhinskaya, 1996
    - =Poeobiidae Heath, 1930

  - Longosomatidae Hartman, 1944
  - Sternaspidae Carus, 1863 (иногда в подотряде Sternaspida)
- подотряд Terebellomorpha
  - Alvinellidae Desbruyères & Laubier, 1986
  - Ampharetidae Malmgren, 1866 (Ampharetinae)
  - Melinnidae Chamberlin, 1919
  - Pectinariidae Quatrefages, 1866
    - = Amphictenidae Grube, 1850

  - Terebellidae Johnston, 1846
    - = Polycirridae Malmgren, 1866 (как Polycirrini Malmgren, 1866)
    - = Telothelepodidae  Nogueira, Fitzhugh & Hutchings, 2013 (как Thelepodinae Hessle, 1917)

  - Trichobranchidae Malmgren, 1866

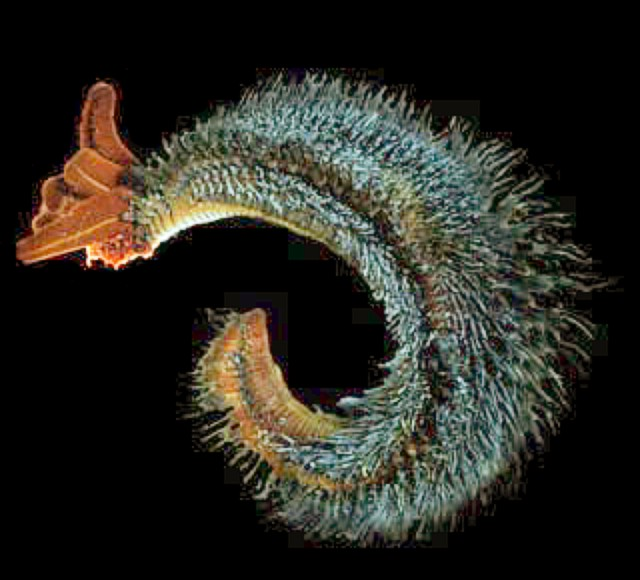
Alvinella pompejana, Alvinellidae
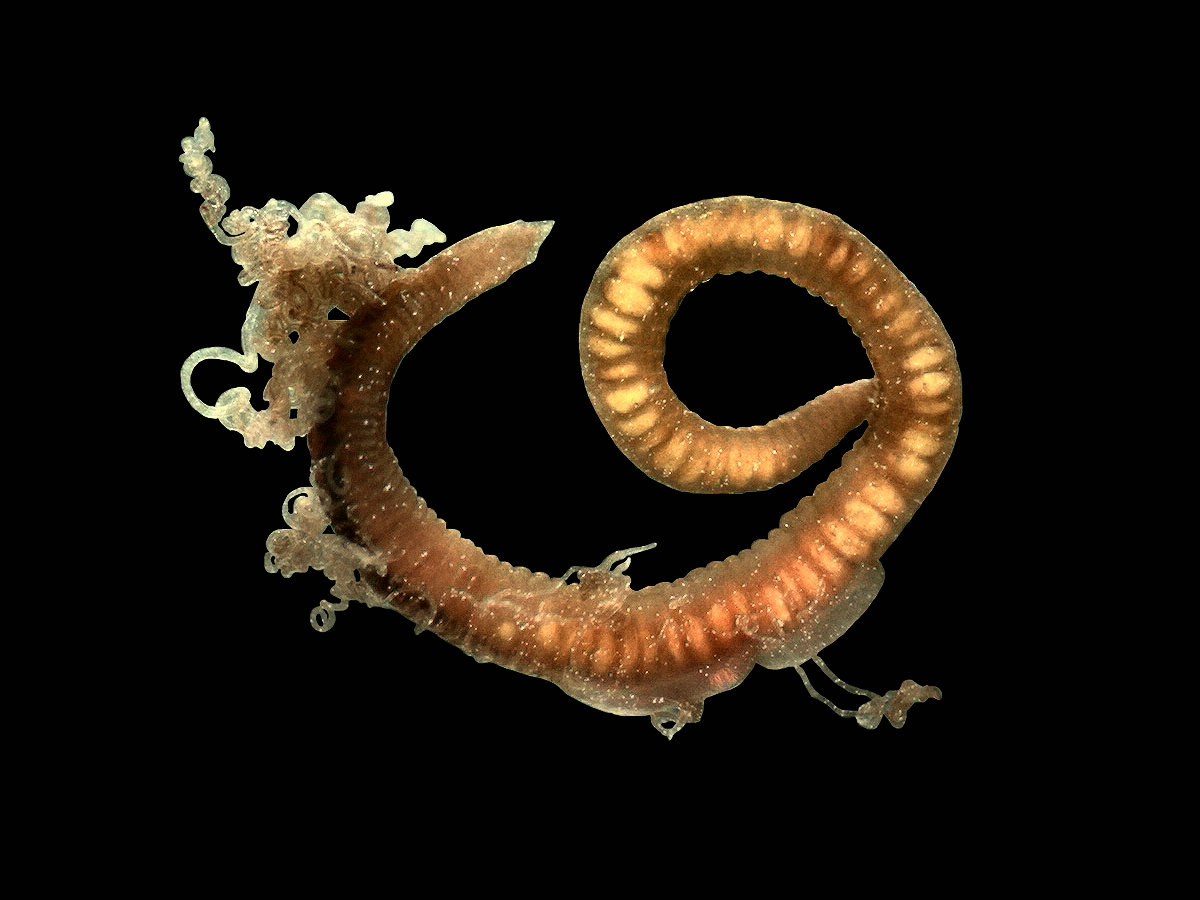
Cirratulus cirratus, Cirratulidae
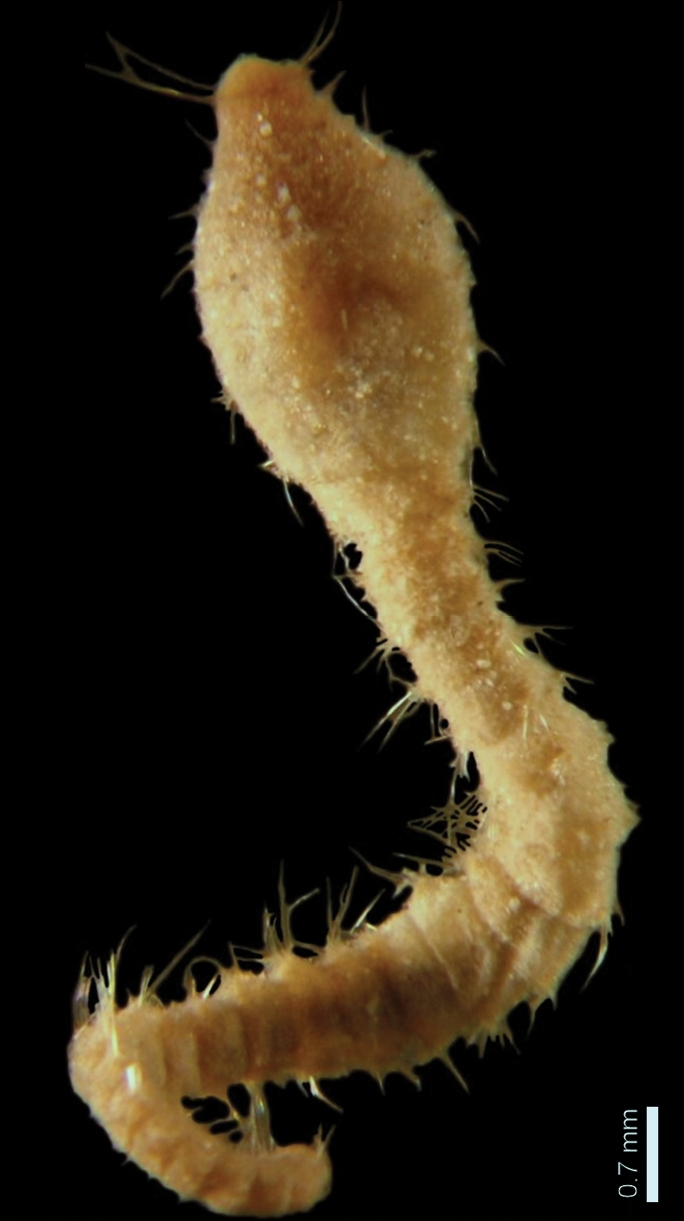
Diplocirrus incognitus, Flabelligeridae
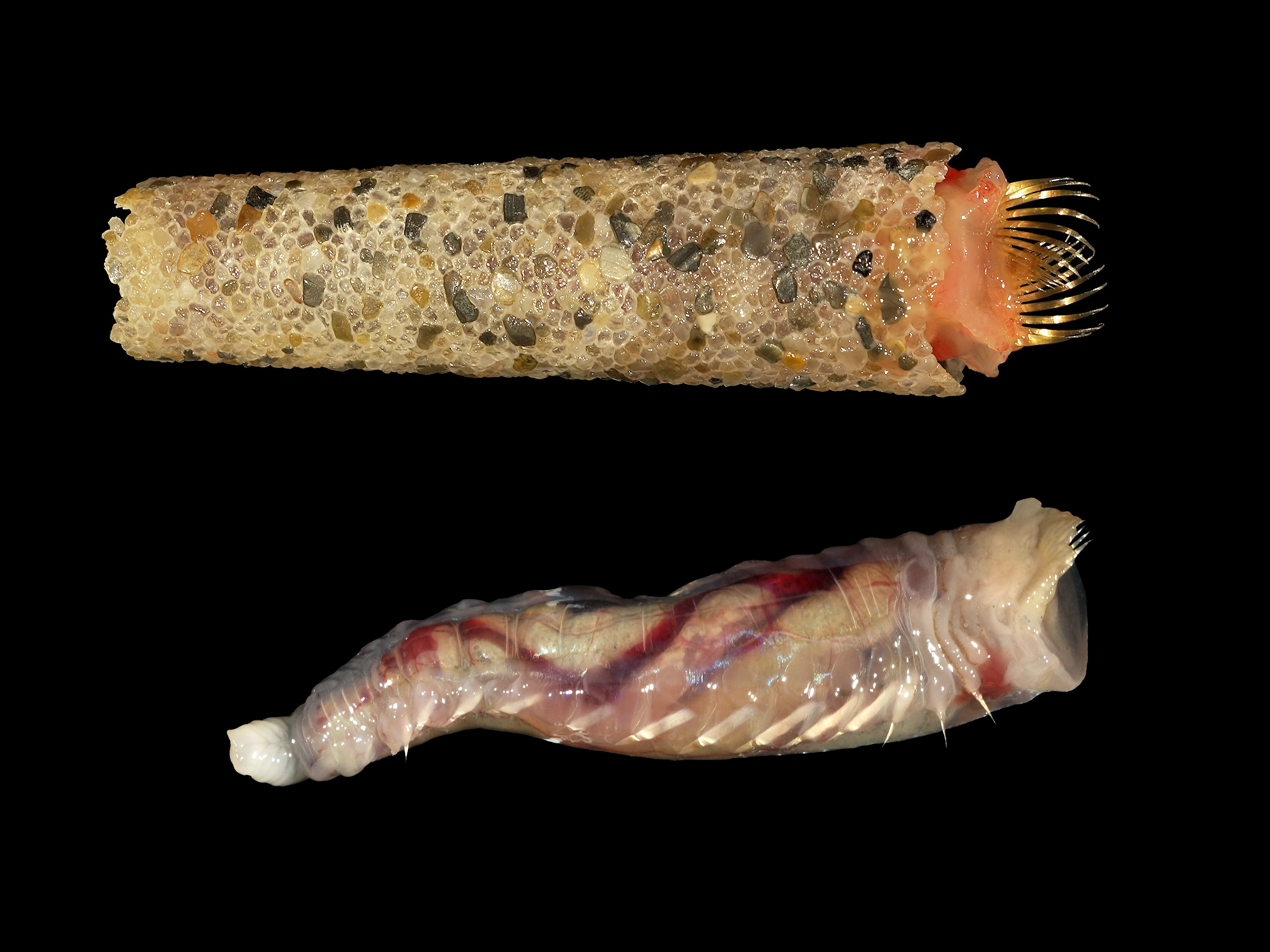
Lagis koreni, Pectinariidae
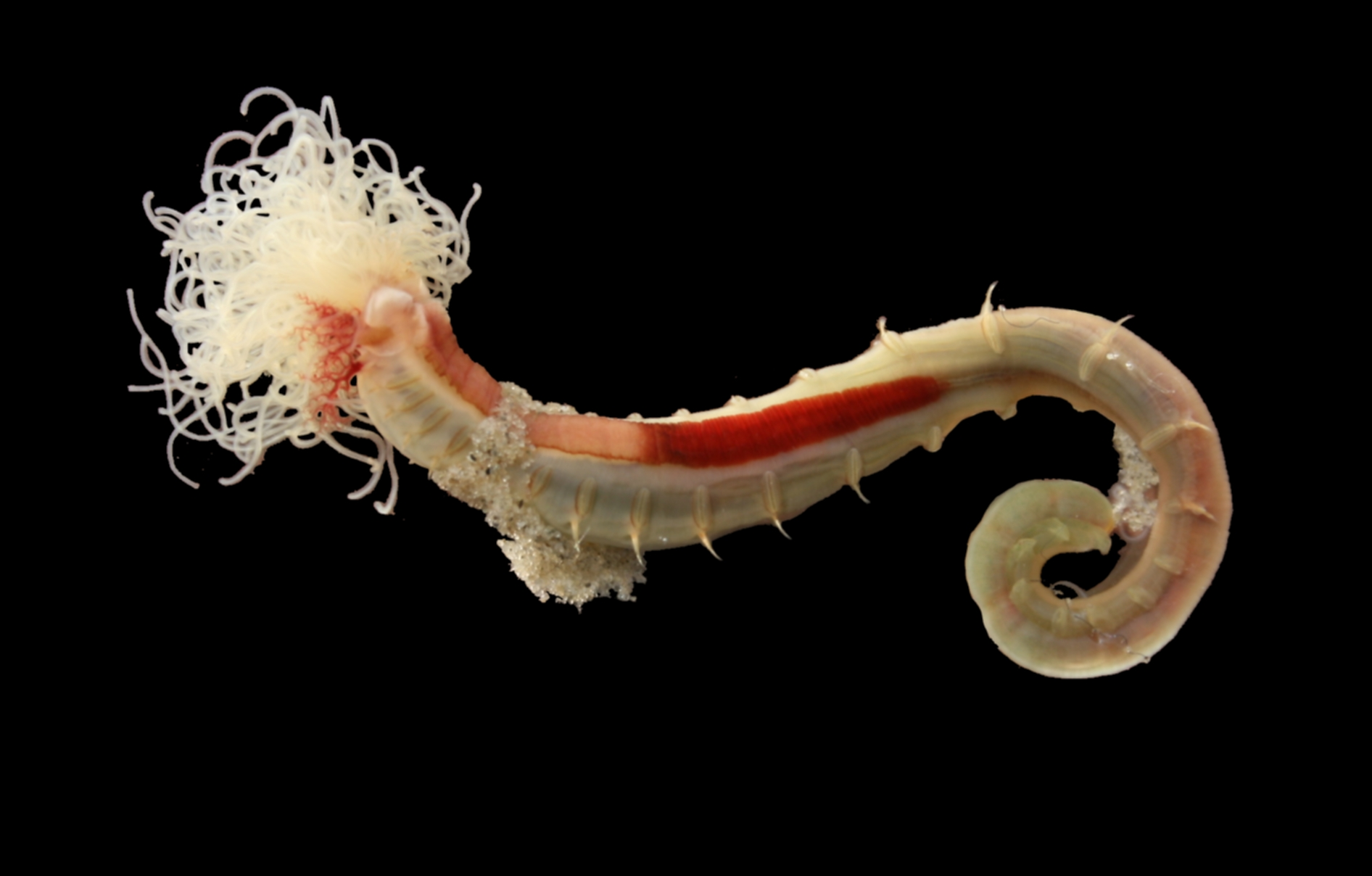
Lanice conchilega, Terebellidae